# فیلیپ گوآچل
فیلیپ گوآچل (فرانسوی: Philippe Goitschel‎؛ زادهٔ ۱۳ ژانویهٔ ۱۹۶۲) اسکی‌باز آلپاین اهل فرانسه است.